# Igor Małkow
Igor Aleksiejewicz Małkow (ros. Игорь Алексеевич Малков, ur. 9 lutego 1965 w Pierwouralsku) – rosyjski łyżwiarz szybki reprezentujący ZSRR, dwukrotny medalista olimpijski z Sarajewa.

## Kariera
Specjalizował się w długich dystansach. Największe sukcesy w karierze osiągnął w 1984 roku, kiedy podczas igrzysk olimpijskich w Sarajewie zdobył dwa medale. Na dystansie 10 000 m był najlepszy, wyprzedzając Szweda Tomasa Gustafsona i René Schöfischa z NRD. Sześć dni wcześniej był drugi w biegu na 5000 m, przegrywając tylko z Gustafsonem. Nigdy nie zdobył medalu na mistrzostwach świata, jego najlepszym wynikiem było ósme miejsce wywalczone podczas mistrzostw świata w wieloboju w Göteborgu w 1984 roku. Był też między innymi piąty na mistrzostwach świata juniorów w Sarajewie rok wcześniej.
Pobił jeden rekord świata – 24 marca 1984 roku osiągnął czas 14:21,51 minuty na dystansie 10 000 metrów. Wcześniej, w grudniu 1983 roku, złamał barierę 14 minut (13:54,81) jednak wynik ten nie został uznany za oficjalny przez ISU.